# Aérodrome de Moanda
 (mars 2020).
L'aérodrome de Moanda est un aéroport desservant Moanda, une ville de la province du Haut-Ogooué au Gabon. La piste se situe au nord-est de la ville.
L'aéroport a été déplacé en décembre 2010, après deux ans et demi de travaux de construction, en raison de la découverte de gisement de manganèse sous l'ancienne piste. 
La nouvelle piste a une longueur de 100 mètres (330 pieds) (de 1800 mètres (5900 pieds) à 1900 mètres (6200 pieds) et une largeur de 30 mètres (98 pieds). 
Le coût de construction (6 milliards de francs CFA) a été entièrement financé par la Compagnie minière de l'Ogooué (société minière locale).